# Clasificación Mundial de la FIH
La Clasificación Mundial de la FIH es un sistema de clasificación para los equipos nacionales masculino y femenino en el hockey sobre césped de la Federación Internacional de Hockey. Las clasificaciones fueron introducidas en octubre de 2003.
Las clasificaciones fueron introducidas para superar la crítica al momento de sembrar a los equipos en cada torneo. También determinar las plazas de dichos torneos Juegos Olímpicos, así como el Campeonato Mundial.
Originalmente, se otorgaban puntos a cada equipo según la posición final en los principales torneos, entre ellos los Juegos Olímpicos, la Copa Mundial, la Liga Mundial, el Champions Trophy y los campeonatos continentales. Desde 2020 se utiliza un sistema basado en el Sistema Elo, donde luego de cada partido disputado los dos equipos intercambian puntos según el marcador final, la clasificación previa, y la importancia del partido.

## Clasificación actual
| Masculino                  | Masculino                  | Masculino                  |
| Top del 1 de julio de 2022 | Top del 1 de julio de 2022 | Top del 1 de julio de 2022 |
| Puesto                     | Equipo                     | Puntos                     |
| -------------------------- | -------------------------- | -------------------------- |
| 1                          | Australia                  | 2842.258                   |
| 2                          | Bélgica                    | 2742.775                   |
| 3                          | Países Bajos               | 2639.626                   |
| 4                          | Alemania                   | 2340.058                   |
| 5                          | India                      | 2299.622                   |
| 6                          | Inglaterra                 | 2130.244                   |
| 7                          | Argentina                  | 2082.489                   |
| 8                          | España                     | 1830.076                   |
| 9                          | Nueva Zelanda              | 1798.247                   |
| 10                         | Malasia                    | 1666.594                   |

| Femenino                   | Femenino                   | Femenino                   |
| Top del 1 de julio de 2022 | Top del 1 de julio de 2022 | Top del 1 de julio de 2022 |
| Puesto                     | Equipo                     | Punto                      |
| -------------------------- | -------------------------- | -------------------------- |
| 1                          | Países Bajos               | 2995.780                   |
| 2                          | Argentina                  | 2648.380                   |
| 3                          | Australia                  | 2440.750                   |
| 4                          | Inglaterra                 | 2256.656                   |
| 5                          | Bélgica                    | 2132.683                   |
| 6                          | Alemania                   | 2131.825                   |
| 7                          | España                     | 2096.439                   |
| 8                          | India                      | 1996.702                   |
| 9                          | Nueva Zelanda              | 1914.412                   |
| 10                         | Japón                      | 1800.350                   |

- Referencias: Ranking FIH

## Método de cálculo original

### General
Todos los torneos reconocidos por la FIH, incluyendo la clasificación y torneos continentales que hayan los equipos disputado en los últimos cuatro años están incluidos en el cálculo. Sin embargo, los últimos resultados tienen más valor, ya que las competiciones pasadas tiene menos valor en el porcentaje establecido por la FIH.
El porcentaje y años se muestra en la siguiente tabla:
| Año            | Porcentaje de los puntos tenidos es cuenta |
| -------------- | ------------------------------------------ |
| Año 4          | 100%                                       |
| Año 3          | 75%                                        |
| Año 2          | 50%                                        |
| Año 1          | 25%                                        |
| Puntos totales |                                            |

### Torneo continentales
La FIH fijó el total de puntos asignados para un torneo continental. Sin embargo, un porcentaje diferente se estableció en cada continente.
Actualmente, sólo Europa tiene el porcentaje de 100% para todos los puntos de la clasificación, mientras que los otros tienen sólo varios finalistas con asignación de puntos completos. 
África es el único continente que no tiene asignación de puntos completos ni los torneos femeninos o masculinos.

## Método de cálculo nuevo
A partir del 1 de enero de 2020, la FIH utiliza el siguiente método basado en el sistema Elo. Para esto, se respetaron los puntajes que las naciones tenían en el sistema anterior. 
Luego de cada partido, se calculan los puntos a intercambiar según la fórmula:
{\displaystyle P_{f}=P_{i}+R\times W\times I}
donde:
- Pf : Puntos después del partido.
- Pi : Puntos antes del partido.
- R: Resultado (10 puntos en caso de victoria por goles, 5 puntos en caso de victoria por tiros penales, y 1 punto en caso de empate).
- W: 
  - En caso de victoria: 1 - (Puntaje original del ganador - Puntaje original del perdedor) / 1000
  - En caso de empate: 1- (Puntaje más bajo - Puntaje más alto) / 1000
  - En caso de que la diferencia entre los puntajes sea mayor a 1000, se le otorga un valor máximo de 2 puntos al equipo con menor puntaje o 0 al equipo con mayor puntaje.
  - En el caso del equipo derrotado, este coeficiente se convierte en negativo.
- I: Importancia del evento
  - Copas Mundiales y Juegos Olímpicos: 10 puntos
  - Clasificaciones mundiales y olímpicas: 6 puntos
  - Campeonatos continentales división 1: 6 puntos
  - Pro League: 5 puntos
  - Clasificatorias continentales: 3 puntos
  - Campeonatos continentales división 2: 3 puntos
  - Campeonatos continentales división 3: 2 puntos
  - Torneos invitacionales : 2 puntos
  - Campeonatos continentales división 4: 1 punto
  - Amistosos: 1 punto